# We Got the Power
We Got the Power è un singolo del gruppo musicale britannico Gorillaz, pubblicato il 23 marzo 2017 come terzo estratto dal quinto album in studio Humanz.

## Tracce
Testi e musiche dei Gorillaz e Jehnny Beth.
Download digitale
1. We Got the Power (feat. Jehnny Beth) – 2:19

Download digitale – remix
1. We Got the Power (feat. Jehnny Beth) (Claptone Remix) – 6:04

## Formazione
Musicisti
- Gorillaz – voce, strumentazione
- Jehnny Beth – voce
- Noel Gallagher, D.R.A.M. – voci aggiuntive
- Jean-Michel Jarre – sintetizzatore

Produzione
- Gorillaz, The Twilite Tone of DAP, Remi Kabaka – produzione
- Stephen Sedgwick – ingegneria del suono, missaggio
- Samuel Egglenton – assistenza tecnica
- John Davis – mastering

## Classifiche
| Classifica (2017) | Posizione massima |
| ----------------- | ----------------- |
| Francia           | 158               |